# Cefepimă
Cefepima este un antibiotic din clasa cefalosporinelor de generația a patra, utilizat în tratamentul unor infecții bacteriene. Printre acestea se numără: pneumonii, infecții ale tractului urinar complicate și infecții intra-abdominale complicate. Căile de administrare disponibile sunt intravenoasă și intramusculară.